# 渋谷ジァン・ジァン
小劇場 渋谷ジァン・ジァン（しょうげきじょう しぶやジァン・ジァン）は、東京・渋谷の日本基督教団 東京山手教会地下に1969年7月から2000年4月まで存在した、収容観客数200人未満の小劇場である。内部は大変狭く、舞台の左右に観客席があるという変則的なスタイルが特徴で、文字通りアンダーグラウンド芸術の発信地として機能してきた。

## 歴史
オーナーの高嶋進は1932年新潟県生まれ、青山学院大学文学部出身。まだ街灯もなかった公園通りに1969年渋谷ジァンジァンをオープン後、1977年に名古屋ジァンジァン、1980年沖縄ジァンジァン、1983年座間味ジァンジァンを開店。
渋谷ジァンジァンでは、中村伸郎の一人芝居『授業』（イヨネスコの不条理劇で11年間上演された）、シェイクスピア・シアター（出口典雄主催、演出。1970年代当時は画期的だったジーンズなど現代服姿の若手俳優によるシェイクスピア連続上演）、淡谷のり子や高橋竹山などのライブや永六輔のトークなど、断続的公演ながら長期にわたっての人気を得たプログラムが多数あった。イッセー尾形の一人芝居や三遊亭圓丈の実験落語もこのジァン・ジァンで始められたものである。人気のあるプログラムでは、開場の数時間前から地下に続く階段に座り込んで待ち、座席を確保しようとする客も少なくなかった。
1980年代まで、同地下内には演劇集団「安部公房スタジオ」が隣接しており、近隣には西武劇場を擁する渋谷パルコがあった。更にその周辺には渋谷公会堂、NHKホールもあり、西武流通グループのイメージ戦略にも支えられて、ジァン・ジァンのある渋谷公園通り一帯が先端文化の発信地としての役割を担っていたと言える。しかし、時代の変化や経済的な不況、家主との確執など様々な要因が重なり、ジァン・ジァンは2000年4月25日に公演を終え、閉鎖された。
2012年11月には秋田市の繁華街に「ジァンジァンプチ」というライブハウスが開業した。オーナーは地元出身で、かつて同館にシャンソン歌手として出演していた小山統太郎で、ロゴは渋谷時代と同じものを使用している。
2017年現在、東京山手教会の地下1階には株式会社銀座ルノアールが運営する「Cafe Miyama 渋谷公園通り店」が入居しており、ジァンジァンのスペースはライブハウス「公園通りクラシックス」になっている。

## 出演したアーティスト
荒井由実、中島みゆき、吉田拓郎、井上陽水、浜田省吾、五輪真弓、忌野清志郎、泉谷しげる、加奈崎芳太郎、西田昭彦、チューリップ、オフコース、六文銭、吉田美奈子、矢沢永吉、宇崎竜童、甲斐バンド、長谷川きよし、古井戸、嘉手苅林昌、宮城まり子、宝田明、中村伸郎、雪村いづみ、上月晃、高橋竹山、二代目高橋竹山、遠藤トム也、川本喜八郎、前野博、アキコ・カンダ、小松原庸子、長嶺ヤス子、ヨネヤマ・ママコ、淡谷のり子、美輪明宏、寺山修司、浅川マキ、永六輔、中村八大、マルセ太郎、イッセー尾形、シティボーイズ、坂本龍一、矢野顕子、朝比奈隆、モロ師岡、ダウンタウンブギウギバンド、なぎら健壱、所ジョージ、バナナマン、劇団東京乾電池、嵐徳三郎（七代目）、小山田宗徳、鴻池薫、南かおる、四人囃子、ザ・モップス、頭脳警察、ブルース・クリエイション、嵯峨美子、流山児★事務所、月田秀子、おすぎとピーコ、アレクサンダー大塚、清水ミチコ、篠井英介、渡辺えり子、和泉元彌、三宅藤九郎、峰さを理、古舘伊知郎、伊奈かっぺい、三遊亭圓丈、コント山口君と竹田君、冷泉公裕、小林亜星、野坂昭如、外波山文明、早川義夫、原田大二郎、伊藤多喜雄、溝口肇、みなみらんぼう、鈴木雅之、松島トモ子、坪山豊、太田裕美、深沢敦、金谷ヒデユキ、森雪之丞、中島啓江、桂三枝、花房徹、劇団鳥獣戯画、眞帆志ぶき、伊藤キム、立川志らく、牧伸二、九重佑三子、丸山浩路、常田富士男、仲井戸麗市、など。
外国人演者としては、ジュリエット・グレコなど。

## 関連書籍
- 『ジァンジァン狂宴』（左右社）